# Laura González (Miss Colômbia)

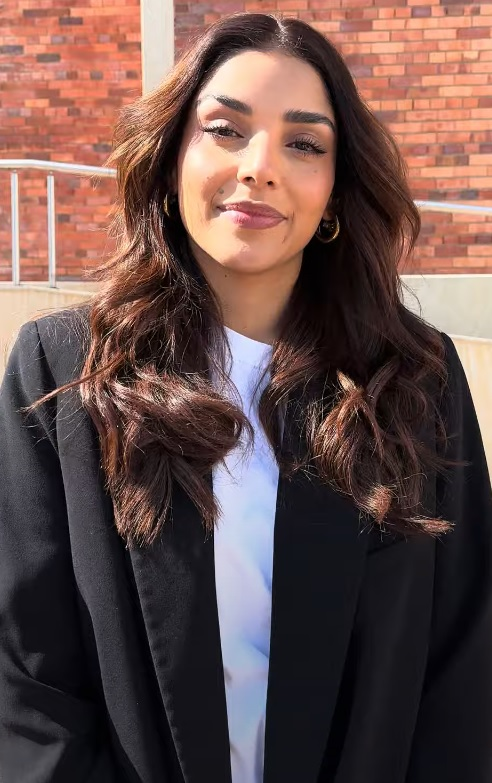
Laura Barjum.

Laura González Barjum (Cali, 22 de fevereiro de 1995) é uma atriz e modelo colombiana. Foi eleita Miss Colômbia 2017 e, mais tarde, representou seu país no concurso Miss Universo 2017, onde terminou como 1ª vice-campeã.

## Biografia
Laura González Ospina nasceu em Cali, no sul da Colômbia, mas foi criada em Cartagena, cidade para onde sua família se mudou quando ela tinha seis meses de idade. Ela frequentou o ensino médio no Cartagena Modern Gymnasium e teve aulas de arte no Dramatic Art e na Escola de Educação Actoral House Ensemble. Ela fala espanhol, inglês e francês.
Em 20 de março de 2017, Laura González foi coroada Miss Colômbia 2017. Ela então representou a Colômbia no Miss Universo 2017, onde terminou como a 1ª vice-campeã. Isso marcou o quarto ano consecutivo em que uma candidata da Colômbia esteve no Top 3 do concurso.
Em 2017, ela esteve no elenco da telenovela colombiana La Cacica.